# Carlo IV di Spagna
Carlo IV di Spagna (Portici, 11 novembre 1748 – Napoli, 20 gennaio 1819) fu Principe delle Asturie dal 1759 e re di Spagna dal 14 dicembre 1788 al 19 marzo 1808 e dal 6 maggio al 6 giugno 1808.

## Biografia

### Infanzia

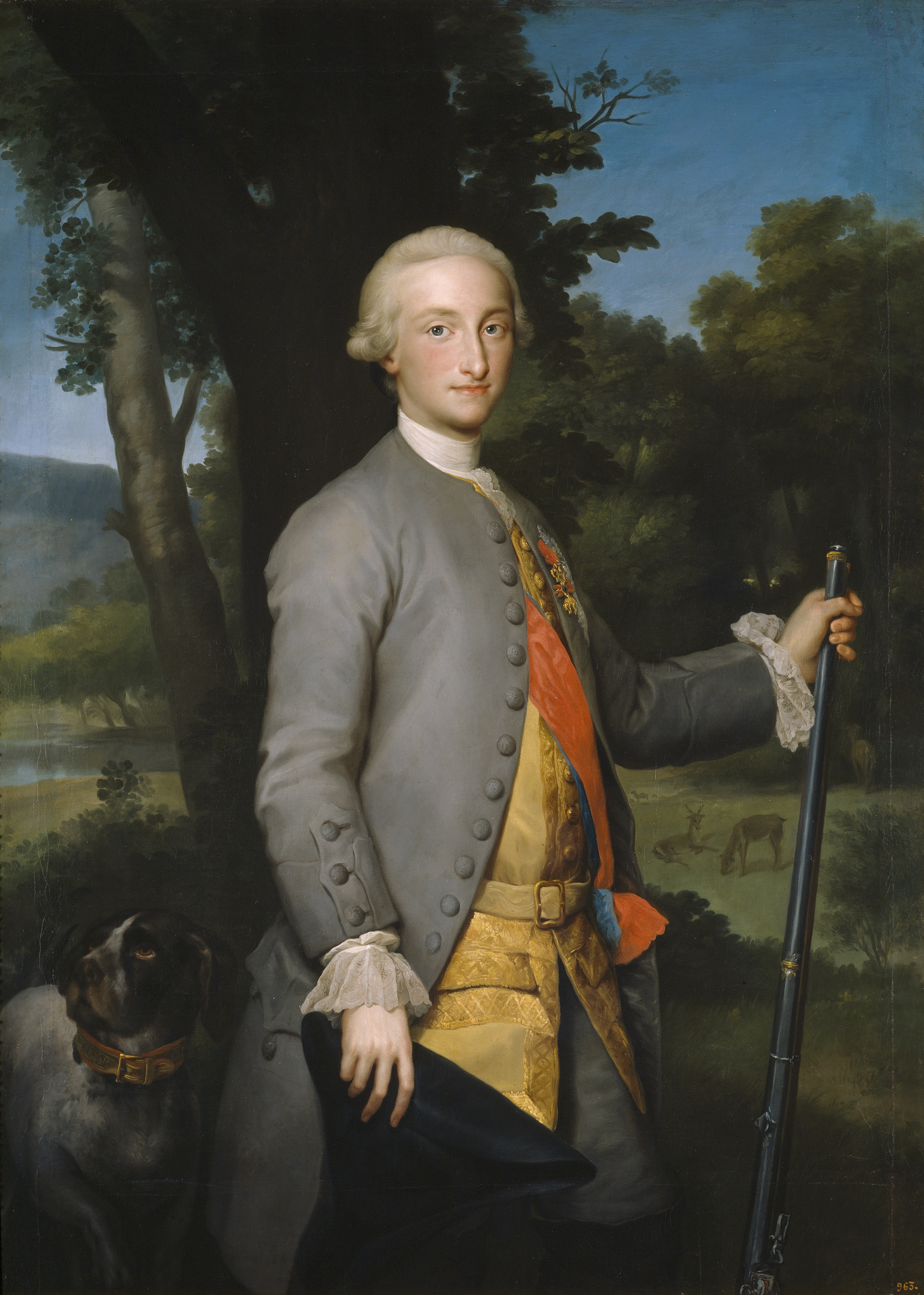
Ritratto del giovane Carlo IV di Spagna, di Anton Raphael Mengs, Museo del Prado, Madrid.

Nato come Carlo Antonio, era il settimo figlio e secondo maschio di Carlo III e di sua moglie Maria Amalia di Sassonia, nacque a Portici mentre il padre era re di Napoli e di Sicilia. Suo fratello maggiore don Filippo, non avrebbe comunque potuto ereditare il trono perché mentalmente ritardato e gravemente epilettico, gli premorì nel 1777.

### Ascesa e matrimonio
Nel 1788, alla morte del padre, salì al trono con grande speranza della corte, però le ripercussioni provocate dall'invasione francese in Spagna ed il suo governo soggiogato dalla sua sposa (cugina) Maria Luisa di Borbone-Parma e del suo amante, Manuel Godoy frustrarono le aspettative degli inizi del suo regno.
Alla morte di Carlo III, il peggioramento dell'economia e lo sconvolgimento amministrativo rivelavano i limiti del riformismo, tanto che la rivoluzione francese si impose come alternativa all'ancien régime.

### Governo del Conte di Floridablanca

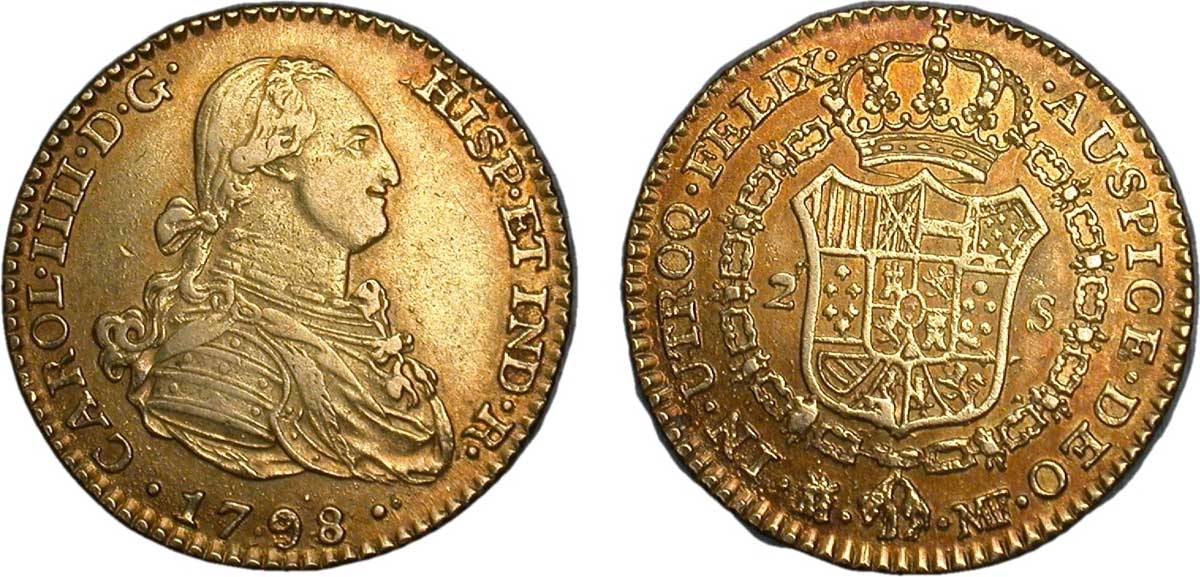
Carlo IV di Spagna

Le prime decisioni di Carlo IV mostrarono dei propositi riformisti. Designò come primo ministro il conte di Floridablanca, un erudito che iniziò la sua gestione con misure come il condono del ritardo dei contributi alla corona, limitazione del prezzo del pane, restrizione dell'accumulo dei beni di mano morta e l'impulso dello sviluppo economico. Il monarca stesso prese l'iniziativa nel derogare alla Legge salica, imposta dal suo predecessore Filippo V, con la quale le figlie femmine erano escluse dalla successione al trono, misura rettificata dalle Cortes del 1789, che non fu promulgata.
La rivoluzione francese nel 1789 cambiò radicalmente la politica spagnola e Carlo IV governò da monarca assoluto.
Con le notizie giunte dalla Francia, il nervosismo della corona salì e finì per sciogliere le Cortes che, controllate dal conte di Floridabianca, si riunirono intorno alla figura del principe delle Asturie, il figlio di Carlo IV, Ferdinando. Secondo il sovrano l'isolamento sembrava essere l'unico rimedio per evitare che le idee rivoluzionarie si propagassero anche in Spagna.
Floridablanca, di fronte alla gravità dei fatti, lasciò in sospeso i suoi "Patti di Famiglia", stabilì stretti controlli alla frontiera per impedire l'espansione rivoluzionaria ed effettuò una forte pressione diplomatica in appoggio a Luigi XVI. Allo stesso modo, Floridablanca pose fine ai progetti riformisti del regno precedente e li sostituì con idee conservatrici e la forte repressione, fondamentalmente per mano dell'Inquisizione.

### Governo del Conte di Aranda
Nel 1792, Floridablanca venne sostituito dal conte di Aranda, amico di Voltaire e di altri rivoluzionari francesi. Carlo IV sperava che questi potesse in qualche modo salvare la vita a Luigi XVI, suo cugino, dopo che quest'ultimo era stato costretto ad accettare la prima Costituzione francese.
La radicalizzazione rivoluzionaria che si ebbe a partire dal 1792, portò alla detronizzazione di Luigi XVI: il re francese fu incarcerato e venne proclamata la repubblica. Questo portò alla caduta di Aranda e all'arrivo al potere di Manuel Godoy il 15 novembre 1792.

### Primo governo di Manuel Godoy
Manuel Godoy, cavaliere del corpo di guardia della regina, acquistò sempre più importanza all'interno della corte spagnola, grazie alla sua influenza sulla regina Maria Luisa. In pochi anni passò da cavaliere a duca di Alcúdia e Sueca, capitano, generale e alla fine nel 1792 Ministro Universale di Carlo IV con il potere assoluto.
Di pensiero illuminato, Godoy impose misure riformiste come la disposizione per favorire l'insegnamento delle scienze applicate, la protezione della "Società Economica degli Amici del Paese", un circolo di uomini illustri che metteva a disposizione la propria cultura per il progresso del paese, ed infine fece costruire numerosi ospedali e case della misericordia per le comunità religiose.

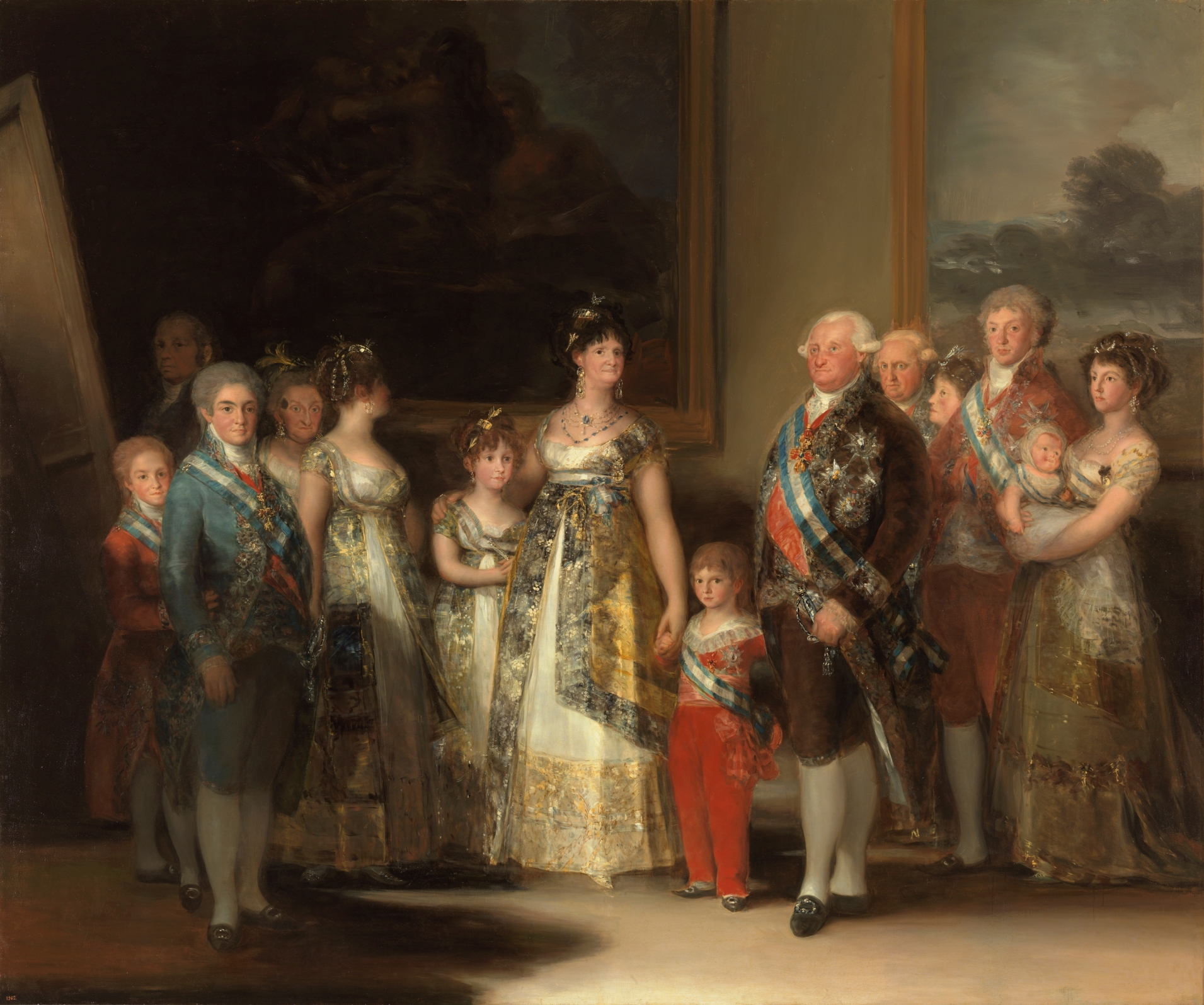
La famiglia di Carlo IV, 1800-1, di Francisco Goya, Museo del Prado, Madrid.

La rivoluzione francese condizionò la politica spagnola concepita da Godoy che cercò di prendere delle misure per salvare la vita a Luigi XVI, processato e condannato a morte. Nonostante gli sforzi di molte corti europee, il monarca francese fu ghigliottinato il 21 gennaio 1793, il che provocò una guerra delle potenze europee contro la Francia rivoluzionaria, conosciuta come la "Guerra della Convenzione" alla quale partecipò anche la Spagna, che fu sconfitta dalla Francia repubblicana. Motivo della disfatta, la pessima preparazione dell'esercito e lo scarso morale delle truppe.
Nel 1794 le truppe spagnole si videro costrette alla ritirata. I francesi occuparono Figueras, Irún, San Sebastián, Bilbao, Vitoria y Miranda de Ebro.
Godoy sottoscrisse con la Francia la Pace di Basilea nel 1795. La Repubblica francese restituì alla Spagna le piazze occupate, in cambio della colonia di Santo Domingo. Grazie a questo episodio il primo ministro spagnolo venne soprannominato "Principe della Pace".
Nel 1796, conclusasi la fase più radicale della rivoluzione, Godoy firmò il trattato di Sant'Idelfonso e la Spagna diventò alleata della Francia. Questo cambio radicale di rotta politica comportò l'inimicarsi della Gran Bretagna, principale avversaria della Francia rivoluzionaria e tradizionale nemica della Spagna, per le dispute sull'egemonia marittima ed il commercio con le Americhe.
L'esercito spagnolo perse contro gli inglesi di fronte al Capo di San Vincenzo al sud est del Portogallo nel 1797, però a Cadice e a Santa Cruz de Tenerife gli spagnoli resistettero agli attacchi dell'ammiraglio Nelson. In America i britannici occuparono l'Isola di Trinidad. Questo provocò la caduta di Godoy, nel maggio 1798.

### Governo provvisorio
Francisco de Saavedra e Mariano Luis de Urquijo si successero alla guida del governo tra il 1798 e il 1800.

### Secondo governo di Manuel Godoy

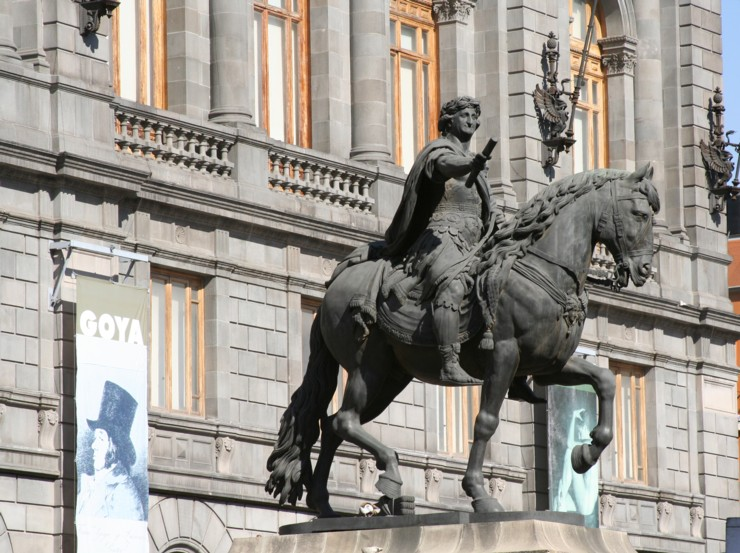
Statua equestre di Carlo IV, Città del Messico.

La salita al potere di Napoleone nel 1799 e la sua proclamazione ad imperatore nel 1804 alterò le relazioni internazionali e si rinnovò l'alleanza tra Francia e Spagna. Napoleone aveva bisogno, nella sua lotta contro gli inglesi, del supporto spagnolo, soprattutto del suo esercito. Per questo Napoleone fece pressioni su Carlo IV per restituire la fiducia a Godoy affinché assumesse di nuovo il potere, il che avvenne nel 1800 e Godoy firmò il trattato di San Ildefonso, nel quale metteva a disposizione di Napoleone l'esercito spagnolo per utilizzarlo di nuovo nella guerra contro la Gran Bretagna.
Godoy dichiarò nel 1802 guerra al Portogallo, il principale alleato britannico del continente, prima che lo facesse Napoleone. Questo conflitto, conosciuto come la "guerra delle arance", determinò la crisi finale.

### Crisi finale
Il continuo susseguirsi di guerre aggravò profondamente la crisi del governo e dell'economia. I ministri di Carlo IV si mostrarono incapaci di trovare dei rimedi, per timore della rivoluzione si sentivano intimoriti dall'introduzione di nuove necessarie riforme, che avrebbero danneggiato gli interessi dei privilegiati, alterando l'ordine tradizionale.
Nella guerra delle arance, la Spagna riuscì a conquistare la città portoghese di Olivenza, dalla quale Godoy inviò a Maria Luisa un rametto di arancio in segno di conquista, da qui il nome della battaglia. Il conflitto che mise definitivamente in crisi la Spagna fu la partecipazione con la sua flotta alla disfatta francese nella battaglia di Trafalgar.
Questa "decomposizione" della monarchia spagnola si acuì con l'"ammutinamento di Aranjuez" nel 1808, con il quale il principe ereditario, Ferdinando, eliminò Godoy dal governo e detronizzò suo padre. Carlo IV si trovò allora costretto a chiedere l'aiuto di Napoleone, con il quale poco tempo prima aveva preso un accordo per far passare le truppe francesi in territorio spagnolo al fine di invadere il Portogallo per poi dividerselo, tramite il trattato di Fontainebleau.
Approfittando della debolezza dei Borboni spagnoli, Napoleone preferì occupare anche la Spagna, dando inizio alla Guerra d'indipendenza spagnola (1808-1814), e fece trasferire la famiglia reale a Bayonne, in Francia. Qui fece in modo che Ferdinando restituisse la corona a Carlo, che a sua volta la cedette a Napoleone, che infine la consegnò a suo fratello Giuseppe, che regnò in Spagna sotto il nome di Giuseppe I.

### Esilio di Roma e morte
Carlo IV rimase prigioniero di Napoleone presso l'ambasciata spagnola di Roma fino alla disfatta finale nel 1814. Però, in quello stesso anno, fu Ferdinando VII ad impossessarsi del trono spagnolo, mantenendo suo padre esiliato per timore di dover di nuovo disputare la corona. Carlo e la sua sposa morirono quindi nella corte papale. Gli ex sovrani avevano creato a Roma una collezione di opere d'arte.

## Discendenza
Dal matrimonio con Maria Luisa di Borbone-Parma nacquero quattordici figli:
- Carlo Clemente (19 settembre 1771 - 7 marzo 1774);
- Carlotta Gioacchina (25 aprile 1775 - 6 luglio 1830), regina consorte del Portogallo;
- Maria Luisa (11 settembre 1777 - 2 luglio 1782);
- Maria Amalia (9 gennaio 1779 - 22 luglio 1798), sposò lo zio paterno, l'infante Antonio Pasquale;
- Carlo Domenico (5 marzo 1780 - 11 giugno 1783);
- Maria Luisa (6 luglio 1782 - 13 marzo 1824), regina di Etruria e, in seguito, duchessa di Lucca;
- Carlo Francesco (5 settembre 1783 - 11 novembre 1784);
- Filippo Francesco (5 settembre 1783 - 18 ottobre 1784);
- Ferdinando (14 ottobre 1784 - 29 settembre 1833) succedette a suo padre come Re di Spagna;
- Carlo Maria Isidoro (29 marzo 1788 - 10 marzo 1855) pretendente carlista;
- Maria Isabella (6 giugno 1789 - 13 settembre 1848), regina consorte di Francesco I delle Due Sicilie;
- Maria Teresa (16 febbraio 1791 - 2 novembre 1794);
- Filippo María (28 marzo 1792 - 1º marzo 1794);
- Francesco di Paola (10 marzo 1794 - 13 agosto 1865).

## Ascendenza
|                          |                       |                                              | Genitori                                  |  |  | Nonni |  |  | Bisnonni               |  |  | Trisnonni            |  |
|                          |                       |                                              |                                           |  |  |       |  |  | Luigi, il Gran Delfino |  |  | Luigi XIV di Francia |  |
|                          |                       |                                              |                                           |  |  |       |  |  | Luigi, il Gran Delfino |  |  | Luigi XIV di Francia |  |
|                          |                       | Maria Teresa d'Asburgo                       |                                           |  |  |       |  |  | Luigi, il Gran Delfino |  |  |                      |  |
| Filippo V di Spagna      |                       |                                              |                                           |  |  |       |  |  | Luigi, il Gran Delfino |  |  |                      |  |
|                          |                       | Maria Anna Vittoria di Baviera               | Ferdinando Maria di Baviera               |  |  |       |  |  |                        |  |  |                      |  |
|                          |                       | Maria Anna Vittoria di Baviera               | Ferdinando Maria di Baviera               |  |  |       |  |  |                        |  |  |                      |  |
|                          |                       | Maria Anna Vittoria di Baviera               | Enrichetta Adelaide di Savoia             |  |  |       |  |  |                        |  |  |                      |  |
| Carlo III di Spagna      |                       | Maria Anna Vittoria di Baviera               |                                           |  |  |       |  |  |                        |  |  |                      |  |
|                          |                       | Odoardo II Farnese                           | Ranuccio II Farnese                       |  |  |       |  |  |                        |  |  |                      |  |
|                          |                       | Odoardo II Farnese                           | Ranuccio II Farnese                       |  |  |       |  |  |                        |  |  |                      |  |
|                          |                       | Odoardo II Farnese                           | Isabella d'Este                           |  |  |       |  |  |                        |  |  |                      |  |
| Elisabetta Farnese       |                       | Odoardo II Farnese                           |                                           |  |  |       |  |  |                        |  |  |                      |  |
|                          |                       | Dorotea Sofia di Neuburg                     | Filippo Guglielmo del Palatinato          |  |  |       |  |  |                        |  |  |                      |  |
|                          |                       | Dorotea Sofia di Neuburg                     | Filippo Guglielmo del Palatinato          |  |  |       |  |  |                        |  |  |                      |  |
|                          |                       | Dorotea Sofia di Neuburg                     | Elisabetta Amalia d'Assia-Darmstadt       |  |  |       |  |  |                        |  |  |                      |  |
| Carlo IV di Spagna       |                       | Dorotea Sofia di Neuburg                     |                                           |  |  |       |  |  |                        |  |  |                      |  |
|                          | Augusto II di Polonia | Giovanni Giorgio III di Sassonia             |                                           |  |  |       |  |  |                        |  |  |                      |  |
|                          | Augusto II di Polonia | Giovanni Giorgio III di Sassonia             |                                           |  |  |       |  |  |                        |  |  |                      |  |
|                          | Augusto II di Polonia | Anna Sofia di Danimarca                      |                                           |  |  |       |  |  |                        |  |  |                      |  |
| Augusto III di Polonia   | Augusto II di Polonia |                                              |                                           |  |  |       |  |  |                        |  |  |                      |  |
|                          |                       | Cristiana Eberardina di Brandeburgo-Bayreuth | Cristiano Ernesto di Brandeburgo-Bayreuth |  |  |       |  |  |                        |  |  |                      |  |
|                          |                       | Cristiana Eberardina di Brandeburgo-Bayreuth | Cristiano Ernesto di Brandeburgo-Bayreuth |  |  |       |  |  |                        |  |  |                      |  |
|                          |                       | Cristiana Eberardina di Brandeburgo-Bayreuth | Sofia Luisa di Württemberg                |  |  |       |  |  |                        |  |  |                      |  |
| Maria Amalia di Sassonia |                       | Cristiana Eberardina di Brandeburgo-Bayreuth |                                           |  |  |       |  |  |                        |  |  |                      |  |
|                          |                       | Giuseppe I d'Asburgo                         | Leopoldo I d'Asburgo                      |  |  |       |  |  |                        |  |  |                      |  |
|                          |                       | Giuseppe I d'Asburgo                         | Leopoldo I d'Asburgo                      |  |  |       |  |  |                        |  |  |                      |  |
|                          |                       | Giuseppe I d'Asburgo                         | Eleonora del Palatinato-Neuburg           |  |  |       |  |  |                        |  |  |                      |  |
| Maria Giuseppa d'Austria |                       | Giuseppe I d'Asburgo                         |                                           |  |  |       |  |  |                        |  |  |                      |  |
|                          |                       | Guglielmina Amalia di Brunswick-Lüneburg     | Giovanni Federico di Brunswick-Lüneburg   |  |  |       |  |  |                        |  |  |                      |  |
|                          |                       | Guglielmina Amalia di Brunswick-Lüneburg     | Giovanni Federico di Brunswick-Lüneburg   |  |  |       |  |  |                        |  |  |                      |  |
|                          |                       | Guglielmina Amalia di Brunswick-Lüneburg     | Benedetta Enrichetta del Palatinato       |  |  |       |  |  |                        |  |  |                      |  |
|                          |                       | Guglielmina Amalia di Brunswick-Lüneburg     |                                           |  |  |       |  |  |                        |  |  |                      |  |

## Nella cultura di massa

### Cinema
- Napoléon (2002), interpretato da Vincent Grass.

### Animazione
- Lady Oscar(1978),episodio 31